# Grofplaatrussula
De grofplaatrussula (Russula nigricans) is een algemeen voorkomende paddenstoel uit de familie Russulaceae. De paddenstoel heeft als alle Russula-soorten een broze structuur doordat deze is opgebouwd uit draadvormige hyfen en groepjes ronde cellen. De periode van fructificatie is juli tot en met oktober. Deze soort leeft zoals alle Russula-soorten in symbiose met bomen. De zwam is niet kieskeurig en vormt mycorrhiza's met eik, beuk, haagbeuk, berk, spar en zilverspar.

## Kenmerken

### Uiterlijke kenmerken
Hoed
De grofplaatrussula  is een grote, statige paddenstoel. Zijn hoed is tussen (5) 7-17 (25) cm breed. Bleek witachtig en convex als ze jong zijn, maar vlakt snel af en wordt grijsachtig tot roetbruin. Later is het bijna zwart en ingezakt in het midden. De hoedhuid barst vaak open met de leeftijd en ongeveer 2/3 ervan kan worden afgetrokken.
Lamellen
De lamellen zijn dik en staan zeer ver uit elkaar. Aan de rand kan de afstand 5 mm of groter zijn. Ze zijn ook ongewoon dik en stijf. De lamellen zijn bij jonge paddenstoelen geelwit, maar worden bruinzwart naarmate ze ouder worden. Wanneer er druk op wordt uitgeoefend, versplinteren ze onmiddellijk en worden steenrood om uiteindelijk grijszwart te worden. De lamellen zijn tot 15 mm hoog en sterk vermengd met tussenliggende lamellen. Ze afgerond op de steel.
Steel
De steel is meestal kort (3-8 cm lang) en erg dik (1,5-3 cm breed), glad, stevig en gekleurd als de hoed. Het is meestal cilindrisch van vorm of verdikt naar de basis toe.
Vlees
Het vlees is ongewoon stevig en witachtig. Als je een stuk van de hoed of steel afbreekt of afsnijdt, wordt de paddenstoel binnen enkele minuten roodachtig. Later, binnen enkele uren, wordt de schimmel eerst grijsachtig, dan zwartachtig.
Geur en smaak
De schimmel smaakt meestal mild, soms licht scherp. De geur is onmerkbaar. Jonge paddenstoelen ruiken vaak wat fruitig, terwijl oudere een muffe geur hebben.
Sporenprint
De sporenprint is wit (Ia volgens Romagnesi).

### Microscopische kenmerken
De afgeronde tot ellipsvormige sporen zijn 6,4-8,5 µm lang en 5,4-6,6 µm breed. De Q-waarde (verhouding tussen lengte en breedte van de sporen) is 1,1-1,3. Het sporenornament is tot 0,4 µm hoog en bestaat uit talrijke, deels langwerpige wratten, waarvan de meeste netwerkachtig met elkaar verbonden zijn door fijne, zelden geribbelde verbindingen. De apiculus meet 1,25-1,37 × 1,12-1,25 µm. De grove, meestal 4-sporige basidia meten 40–55 × 8–10 µm. De cilindrische tot clavate cheilocystidia, 50-65 µm lang en 3,5-7 µm breed, bevatten een opvallend brekingsgehalte dat grijsbruin kleurt in sulfobenzaldehyde. De talrijke, gelijkvormige pleurocystidia meten 30-55 × 3,5-7 µm.
De hoedhuid bestaat uit haarachtige, 3-7 µm brede hyfeneindcellen, die min of meer cilindrisch zijn en soms iets naar boven gericht kunnen zijn. In sommige gevallen kunnen de hyfen met een of meer septa ook opgezwollen zijn tot een dikte tot 12 µm. Ze bevatten een vacuolair, bruin pigment. Pileocystidia komen niet voor.

## Verspreiding
De grofplaatrussula is wijdverbreid en komt algemeen voor in heel Europa. Hij komt ook voor in Midden- en Noord-Amerika (Canada, VS, Mexico, Costa Rica), Noord-Afrika (Marokko) en Noord-Azië (Japan, Korea). In Nederland is de soort niet bedreigd en hij staat niet op de rode lijst.

## Naam
De soortaanduiding nigricans betekent 'zwart wordend'; dit omdat de paddenstoel zwart verkleurt. De Nederlandse naam verwijst naar de zeer grove lamelstructuur, een onderscheidend kenmerk voor deze soort.

## Toepassingen
De grofplaatrussula is zeer jong eetbaar, maar weinig smakelijk.

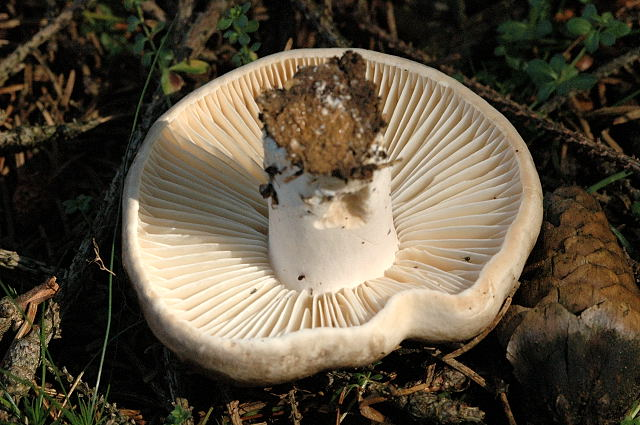
Onderzijde met grove lamellen
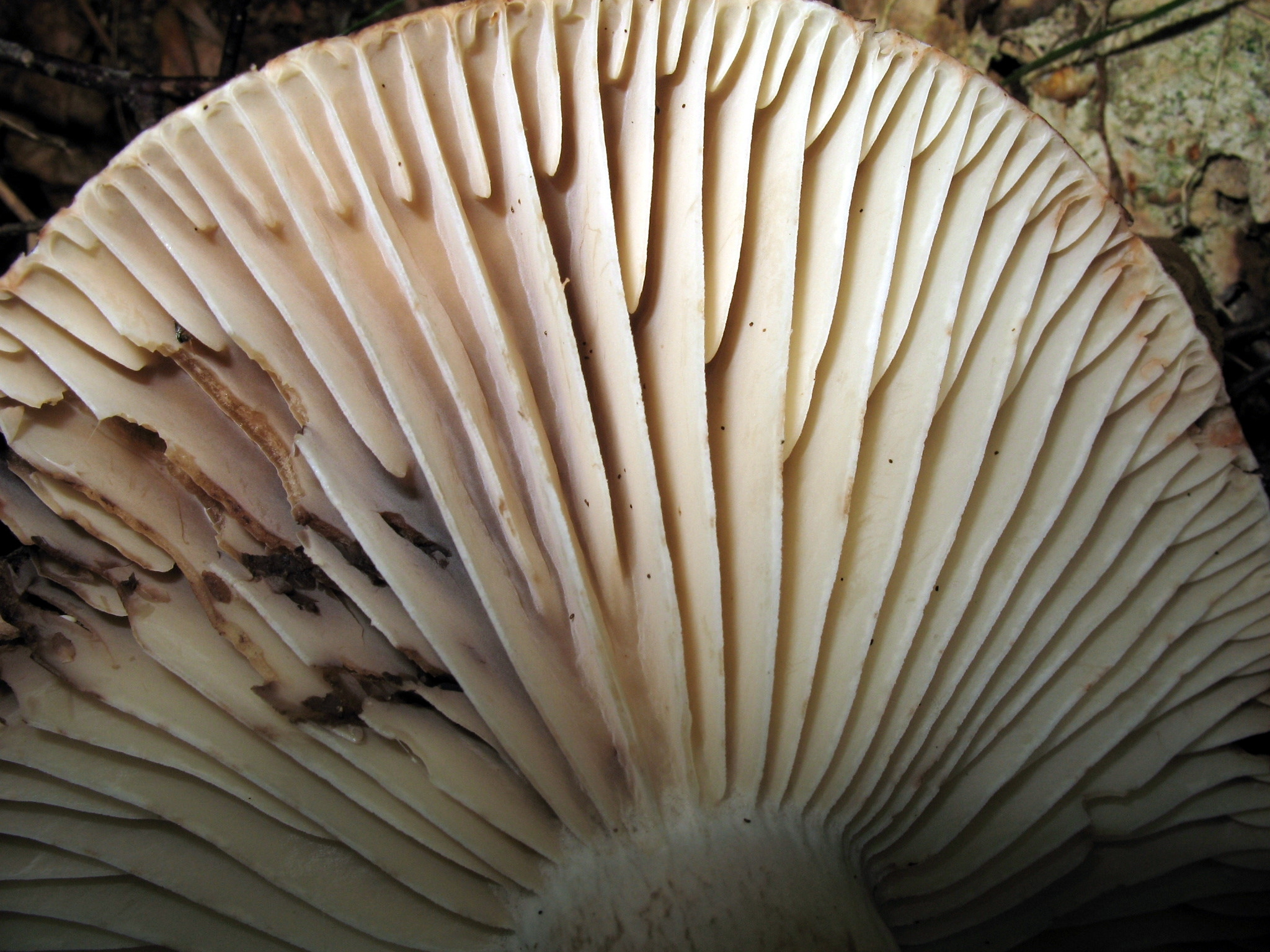
Detail van de lamellen